# Plagionita
La plagionita és un mineral de la classe dels sulfurs que pertany i dona nom al grup de la plagionita. Rep el nom del grec plagios, "oblic".

## Característiques
La plagionita és una sulfosal de fórmula química Pb₅Sb₈S₁₇. Cristal·litza en el sistema monoclínic. La seva duresa a l'escala de Mohs és 2,5.
Segons la classificació de Nickel-Strunz pertany a «02.HC: Sulfosals de l'arquetip SnS, amb només Pb» juntament amb els següents minerals: argentobaumhauerita, baumhauerita, chabourneïta, dufrenoysita, guettardita, liveingita, parapierrotita, pierrotita, rathita, sartorita, twinnita, veenita, marumoïta, dalnegroïta, fülöppita, heteromorfita, rayita, semseyita, boulangerita, falkmanita, plumosita, robinsonita, moëloïta, dadsonita, owyheeïta, zoubekita i parasterryita.

## Formació i jaciments
És un mineral que acostuma a aparèixer en cristalls tabulars. Va ser descoberta a la mina Graf Jost-Christian, situada a Sangerhausen, dins el districte de Mansfeld-Südharz (Saxònia-Anhalt, Alemanya). Tot i tractar-se d'una espècie poc habitual ha estat descrita a tots els continents del planeta.